# أبو محمد لخضر بن رابح الزاوي
هو أبو محمد لخضر بن رابح الزاوي، نسبة إلى زاوية سيدي أحمد بن منصور الملقب بالشيخ لخضر من أعلام ولاية المدية الجزائرية.

## نشأته
ولد لخضر الزاوي سنة 1931 م بقرية فلاحية تسمّى الحوض والتي تبعد على مدينة المدية في الوسط الشمالي للجزائر بمسافة عشرين كيلومترا، حيث أنّها (القرية الفلاحية) تقع بالقرب من بلدية سي المحجوب إحدى بلديات ولاية المدية التابعة لدائرة وزرة.
ومنذ الخامسة من عمره حرص والداه على تعليمه القرآن الكريم أين ذهب به والده إلى المدرسة القرآنية، وكانت المدرسة التي يعلم فيها القرآن في ذلك الوقت تسمى «الكُتّاب»، أين تعلّم الكتاب وتلقّن أحكام التلاوة على يد شيخه محمد بن شهرة. روي أيضا عن والدته - فاطمة الزهراء - حرصها الشديد وإصرارها على تحفيظه كتاب الله وتعليمه العلم النافع والذي بدا لهم في ذلك الوقت أن علوم الدين والقرآن والفقه هي من أرقى العلوم وأهمها على أمل أن يصير ابنهم من حفظة القرآن الكريم.
حفظ الشيخ القرآن الكريم في حدود السبع سنوات أي في عمر الثانية عشر عاما.

## رحلته لطلبه للعلم وحصوله على الإجازة
ذكر عن الشيخ لخضر شوقه الكبير في طلب العلم، وسعيه مع ابن عمّه الصادق واتفق مع على السفر لهذه الغاية التي رآها نبيلة ونافعة نحو طلب العلم.
وخرج الشيخ لخضر الزاوي مع قريبه المذكور في صباح يوم من أيام الله سيرا على الأقدام من مدينة المدية إلى مدينة قصر البخاري الواقعة جنوب ولاية المدية، وصلا إليها على الساعة الثانية زوالا، وباتا ليلتهما في مدينة قصر البخاري، أين التعب كان أخذ منهما نصيبه، وفي اليوم الموالي واصلا السير قاصدَيْن زاوية الهامل.
ولما وصل الشيخ لخضر لهذه الزاوية بقي بها أيّاما والتقى بشيخ الزّاوية آنذاك السّيد مصطفى الهاملي، ولم تطل إقامته في هذه الزّاوية لظروف خاصّة.
ثمّ توجّه بعدها نحو مدينة الجلفة حيث التقى هناك بالشّيخ عامر محفوظي والذي توجه به إلى الشّيخ العلاّمة عطية بن مصطفى مفتي الجنوب آن ذلك، فوجّهه إلى زاوية الشّيخ سيدي عبد القادر بن مصطفى بالإدريسية وهي تبعد عن الجلفة غربا بمائة كيلومتر.
ولما وصل الشيخ إلى الإدريسية هناك وجد بغيته ومقصده كما وصف، فقد قبله الشّيخ سيدي عبد القادر بن مصطفى في زاويته.
انكب الشيخ لخضر على طلب العلم في تلك الزاوية وأصبح يتابع دروس الشيخ خليل، وابن حمدون على ميارة، وجوهرة التوحيد، والأجرومية، وحديث الأربعون النووية.
بدا بعدها لشيخ الزاوية -الشّيخ عبد القادر- أن يجيز الشيخ لخضر الزاوي ـ لما رأى فيه من النجابة كما روي عنه ـ، فأذن له في التّسبيق وتعليم وتكوين الطّلبة، وأذن له بالإفتاء على المذاهب الأربعة، وأجازه إجازة علمية.

## زواجه
قبل رحيل الشيخ لخضر الزاوي عن زاويته بدت له أمورا جديدة ومستجدات رواها بنفسه فقال:
«في يوم وأنا نائم نوم القيلولة رأيت في المنام أن الشيخ (عبد القادر) بعث لي فستانا نسائيا مع ابنه سي أحمد، وقال لي : إن الشيخ بعث لك بهذا الفستان. فتعجبت من هذه الرؤيا.
وبعد أيام بعث لي الشيخ رجلا اسمه "محمد بن عمر" ـ في اليقظة ـ وقال لي: إن الشيخ يقول لك: زوّجتك ابنتي "آمنة" فاقبل هديتي.
فبقيت متحيرا، لأنه ليس لديّ درهم ولا دينار ولا سكن، لكن الطلبة شجعوني وقالوا لي: لا ترد هدية الشيخ ».
ولما سمع بعض أقارب الشيخ عبد القادر بهذا الزواج عارضوه على قبوله ان يعطي ابنته إلى شخص وبلد لا يعرفه وبعيد أيضا عنهم. لكنّه - الشيخ عبد القادر لم يلتفت لهم ومضى في قراره وهديته وكان من صنع وليمة العرس والتي دعا اليها طلبته وأهل البلد كما بعث مع لخضر الزاوي من يشيّعه إلى مسقط رأسه المدية وهم من الطلبة من كان معه. فكان الزواج المبارك، وكان صداق وجهاز زوجته من عند أبيها الشيخ عبد القادر.
كان له من هذه الزوجة من الأبناء ستة هم: محمد، وأحمد، وعبد القادر، والبنات الثلاث: زينب، وفاطمة الزهراء، وأصغرهم نجاة، وكلهم على قيد الحياة مع أبيهم، أمّا أمّهم فقد توفيت.

## رجوعه إلى أهله ونشاطه في ثورة التحرير
لما رجع الشيخ لخضر نزل عند أبيه الزّاوي رابح في بيتهم العائلي والذي لم يتوفّر لا على الكهرباء ولا على الماء لصعوبة العيش آن ذاك. حيث أنه بقي معهم شهرا من الزمن. بعد نحو ذلك من رجوعه أيضا بدأ يدرّس القرآن الكريم ومبادئ الإسلام لطلبته وهم جماعة من الأطفال من «روس الغابة» ـ بين سي المحجوب والمدية ـ وذلك مع اتفاق مع الأولياء لينتقل إليهم ويعلّم لهم أولادهم، وبدأ الأمر ينفرج، فقام يعلّم أولادهم القرآن الكريم، ويقدّم لهم دروسا في مبادئ الدّين الإسلامي، وكان الجامع الّذي يعلّم فيه وسط الغابة.
بقي الشيخ لخضر يدرس في «روس الغابة» حتّى وصلت إليهم ثورة التحرير، فعيّنه المجاهدون قاضيا ومفتيا، يفصل بين المتنازعين والمتخاصمين، ويحرّر لهم عقود الزّواج، وذلك سنة 1956م بعد عامين من انطلاقها.
في سنة 1958م وصل خبر تولي الشيخ لخضر القضاء والإفتاء إلى الاحتلال الفرنسي، وكان الضابط المسؤول عن المنطقة «كاميل فنيو» والذي اصدر بيانا باعتقاله.
فأخذ الجيش الفرنسي يبحث عن الشيخ وعن اللّجنة الّتي كانت تعمل معه، فهرب لخضر الزاوي خائفا بأهله، ونجا من بطشهم بأعجوبة، بينما تم القبض على رفقائه وعذّبوا ثم قُتّلوا.
رجع الشيخ لخضر مختفيا إلى زاوية زنينة الإدريسية الّتي درس فيها وتخرّج منها عند أهل زوجته آمنة. أين كان الشيخ عبد القادر قد كبر في السن وعجز عن إمامة المصلين فقدّم الشيخ لخضر الزاوي للإمامة في الزاوية، وكان ذلك في سنة 1958م.
في سنة 1967 م توفّي الشيخ عبد القادر بن مصطفى شيخ زاوية الإدريسية.

## عمله بعد الاستقلال
بقي الشيخ لخضر في الإمامة إلى سنة 1963م، ثم عيّنته وزارة الأوقاف بعد الاستقلال إماما رسميا يفتي ويفصل في النّزاعات بين العروش على الأراضي المتنازع عليها.
وفي سنة 1973م طلب الشيخ لخضر من الوزارة الانتقال إلى المسجد الحنفي بالمدية فقبل طلبه، وانتقل إلى المسجد المذكور، ثمّ إلى المسجد الجديد، ثمّ إلى مسجد وزرة، ثمّ إلى المسجد المالكي، وبقي فيه نحو عشر سنين هناك، وكان له درس في كلّ ليلة يشرح فيه مختصر الشّيخ خليل.

## المشايخ الذين التقى بهم
من المشايخ والأساتذة الّذين التقى بهم الشيخ لخضر وسمع منهم بعد شيخه سيدي عبد القادر تاج العارفين ومربّي المريدين:
- الشّيخ عطية مسعودي مفتي الجلفة وضواحيها.
- الشّيخ عامر محفوظي بالجلفة
- الشّيخ عبد القادر بن أبي زيد بن عيسى الشّطّي
- الشّيخ بابا اعمر مفتي المالكية وإمام بالجامع الكبير بالجزائر العاصمة، وقد أجازه، وذلك سنة 1963 م.
- الشّيخ فضيل إسكندر مفتي الحنفية بالمدية.
- الشّيخ مصطفى فخّار مفتي المالكيّة بالمدية.
- الشّيخ أحمد حماني
- الشّيخ الطّاهر آيت علجات.

## نشاطاته التّعليمية
النّشاطات التّعليميّة الّتي كان يؤدّيها الشيخ لخضر كثيرة ومتنوّعة، منها:
- تدريسه لطلبة الزّاوية بعد أن أذن له الشّيخ في ذلك.
- التّعليم القرآنيّ الحرّ.
- تدريسه للأئمّة بأمر من الشّؤون الدّينية.

وبعد تقاعده اشتغل ولا زال يشتغل بتقديم الدّروس للطّلبة والأساتذة، والفتوى، والإصلاح بين المتخاصمين، وعقد القرآن بين الزّوجين، والإصلاح بينهما، ومساعدة الفقراء والمساكين: يجمع لهم الكفّارات والزكاة، ومشاورتهم له في الأمور الخاصّة والعامّة.